# Bahrain
Bahrain (phiên âm tiếng Việt: Ba-ranh (theo phiên âm từ tiếng Pháp); tiếng Ả Rập: البحرين al-Baḥraynⓘ), gọi chính thức là Vương quốc Bahrain (tiếng Ả Rập: مملكة البحرين Mamlakat al-Baḥraynⓘ), là một quốc gia quân chủ Ả Rập trên vịnh Ba Tư. Đây là một đảo quốc gồm một quần đảo nhỏ tập trung quanh đảo Bahrain, nằm giữa Qatar và duyên hải đông bắc của Ả Rập Xê Út, Bahrain liên kết với Ả Rập Xê Út qua đường đắp cao Quốc vương Fahd dài 25 km. Dân số Bahrain đạt 1.234.567 vào khoảng năm 2010, trong đó bao gồm 666.172 người ngoại quốc. Bahrain có diện tích 780 km², là quốc gia nhỏ thứ ba tại châu Á sau Maldives và Singapore.
Bahrain thời cổ đại từng thuộc văn minh Dilmun. Đảo quốc nổi tiếng từ xưa với nghề tìm kiếm ngọc trai, ngọc trai Bahrain được cho là tốt nhất thế giới trong thế kỷ XIX. Bahrain là một trong các khu vực cải sang Hồi giáo sớm nhất (628). Sau giai đoạn người Ả Rập cai trị, Bahrain bị người Bồ Đào Nha chiếm đóng vào năm 1521. Đến năm 1602, Quốc vương Abbas I của vương triều Safavid Ba Tư trục xuất người Bồ Đào Nha. Năm 1783, thị tộc Bani Utbah chiếm lấy Bahrain từ Nasr Al-Madhkur (thống đốc của Ba Tư) và kể từ đó đảo quốc nằm dưới quyền cai trị của gia tộc Al Khalifa. Đến cuối thập niên 1800, sau các hiệp ước liên tiếp với Anh, Bahrain trở thành một lãnh thổ bảo hộ của Anh. Năm 1971, Bahrain tuyên bố độc lập. Bahrain thay đổi tiền tố quốc hiệu từ 'nhà nước' sang 'vương quốc' vào năm 2002. Năm 2011, đảo quốc này trải qua các cuộc thị uy lấy cảm hứng từ Mùa xuân Ả Rập.
Bahrain có nền kinh tế hậu dầu mỏ đầu tiên tại khu vực vịnh Ba Tư. Kể từ cuối thế kỷ XX, Bahrain tiến hành đầu tư vào các lĩnh vực ngân hàng và du lịch. Nhiều tổ chức tài chính lớn hiện diện tại thủ đô Manama của đảo quốc. Bahrain có chỉ số phát triển con người ở mức cao và được Ngân hàng Thế giới công nhận là một nền kinh tế thu nhập cao.

## Từ nguyên
Trong tiếng Ả Rập, Bahrayn là dạng kép của bahr ("biển"), do đó al-Bahrayn nghĩa là "hai biển", song hai biển ám chỉ điều gì thì vẫn còn tranh luận. Thuật ngữ này xuất hiện năm lần trong kinh Quran, song không ám chỉ đảo quốc hiện đại—ban đầu người Ả Rập gọi là Awal— mà là toàn bộ miền đông bán đảo Ả Rập (đặc biệt là al-Katif và al-Hasa).
Ngày nay, "hai biển" của Bahrain thay vào đó thường được cho là vịnh phía đông và tây của đảo, biển bắc và nam của đảo, hoặc là nước mặn và nước ngọt tại bên trên và bên dưới mặt đất. Ngoài các giếng nước, có các khu vực tại vùng biển phía bắc của Bahrain xảy ra hiện tượng nước ngọt sủi bọt lên giữa dòng nước mặn, hiện tượng này được các du khách chú ý từ thời cổ. Một thuyết khác về từ nguyên của Bahrain cho rằng hai biển chính là vịnh Ba Tư và một hồ nước yên lặng tại đại lục bán đảo Ả Rập.
Cho đến vãn kỳ Trung Cổ, "Bahrain" được dùng để chỉ miền đông bán đảo Ả Rập, gồm cả miền nam Iraq, Kuwait, Al-Hasa, Qatif và Bahrain. Khu vực trải dài từ Basra tại Iraq đến eo biển Hormuz tại Oman. Không rõ thời điểm chính xác khi thuật ngữ "Bahrain" bắt đầu chỉ đề cập đến quần đảo Awal. Đảo và vương quốc được viết phổ biến là Bahrein cho đến thập niên 1950.

## Lịch sử

### Cổ đại

Bản đồ thể hiện vị trí các di chỉ gò mộ cổ tại Bahrain.

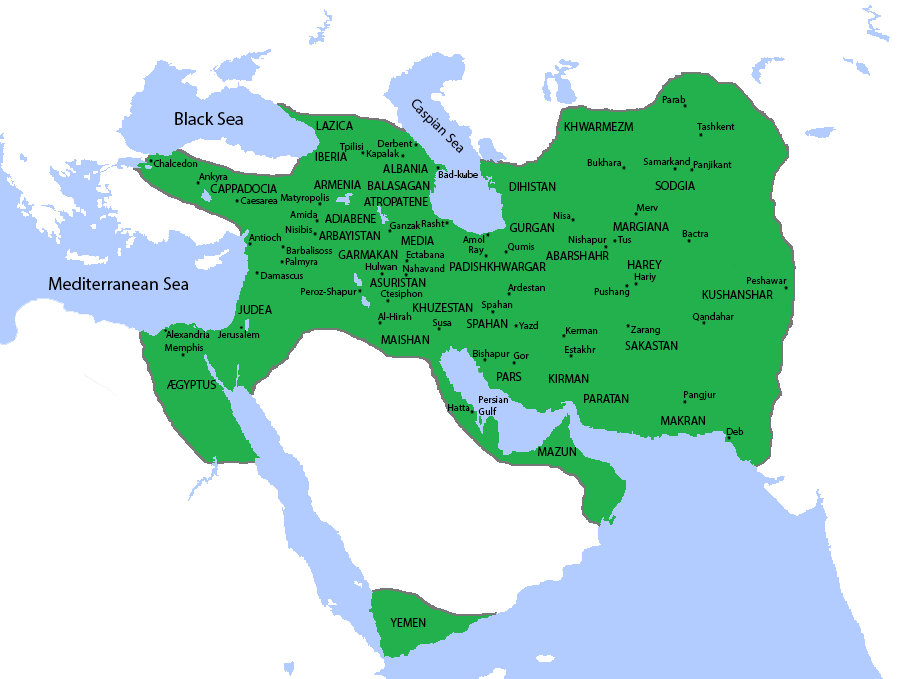
Đế quốc Ba Tư thời Sassanid đạt đỉnh cao trong thời gian cai trị của Khosrau II (590–628).

Bahrain là quê hương của văn minh Dilmun, là một trung tâm mậu dịch quan trọng trong thời đại đồ đồng giúp liên kết Lưỡng Hà và thung lũng sông Ấn. Bahrain sau đó nằm dưới quyền cai trị của người Assyria và người Babylon. Từ thế kỷ VI đến thế kỷ III TCN, Bahrain là bộ phận của đế quốc Achaemenes Ba Tư. Đến khoảng năm 250 TCN, người Parthia (từ đông bắc Ba Tư) kiểm soát vịnh Ba Tư và bành trướng ảnh hưởng xa đến Oman. Người Parthia lập các đồn quân sự dọc duyên hải phía nam của vịnh Ba Tư để kiểm soát các tuyến mậu dịch.
Người Hy Lạp cổ đại gọi Bahrain là Tylos, trung tâm mậu dịch ngọc trai, khi đô đốc Hy Lạp Nearchus đổ bộ lên Bahrain theo lệnh Alexandros Đại đế. Nearchus được cho là vị chỉ huy đầu tiên của Alexandros đến đảo, ông ghi lại rằng Bahrain có các đồn điền lớn trồng bông để sản xuất trang phục. Sử gia Hy Lạp Theophrastus viết rằng cây bông bao phủ phần lớn Bahrain và rằng Bahrain nổi tiếng về gậy đi bộ (ba toong) xuất khẩu được chạm khắc các hình vẽ. Alexandros có kế hoạch định cư người Hy Lạp tại Bahrain, và mặc dù không rõ về quy mô tiến hành trên thực tiễn, song Bahrain là bộ phận hội nhập nhiều trong thế giới Hy Lạp hoá: ngôn ngữ của tầng lớp thượng lưu là tiếng Hy Lạp (dù Aramaic được sử dụng hàng ngày), trong khi thần Zeus được thờ phụng dưới dạng thần mặt trời Shams Ả Rập. Bahrain thậm chí còn trở thành địa điểm thi đấu thể thao Hy Lạp. Sử gia Hy Lạp Strabo cho rằng người Phoenicia có nguồn gốc từ Bahrain. Herodotus cũng cho rằng quê hương của người Phoenicia là Bahrain.
Trong thế kỷ III, quân chủ đầu tiên của vương triều Sassanid Ba Tư là Ardashir I hành quân đến Oman và Bahrain, đánh bại người cai trị Bahrain là Sanatruq. Khi đó, Bahrain được gọi là Mishmahig. Bahrain cũng là nơi thờ một vị thần bò gọi là Awal, những người thời phụng xây một tượng lớn cho Awal tại Muharraq, song hiện đã biến mất. Sau nhiều thế kỷ được gọi là Tylos, Bahrain được gọi là Awal. Đến thế kỷ V, Bahrain trở thành một trung tâm của Cảnh giáo, ngôi làng Samahij là nơi ở của các giám mục. Năm 410, theo như hồ sơ tôn giáo của Giáo hội Đông phương Syria, một giám mục tên là Batai bị rút phép thông công khỏi giáo hội tại Bahrain. Tín đồ Cảnh giáo thường bị triều đình Đông La Mã ngược đãi do bị cho là dị giáo, song Bahrain nằm ngoài phạm vi kiểm soát của đế quốc này.
Cư dân Bahrain thời kỳ tiền Hồi giáo gồm có người Ả Rập Cơ Đốc giáo, người Ba Tư theo Hoả giáo, người Do Thái, và người nói tiếng Aram. Theo học giả Anh Robert Bertram Serjeant, người Bahrain có thể là hậu duệ Ả Rập hoá của những người Cơ Đốc giáo, Do Thái giáo và Ba Tư sống trên đảo vào thời điểm người Hồi giáo chinh phục.

### Thời kỳ Muhammad

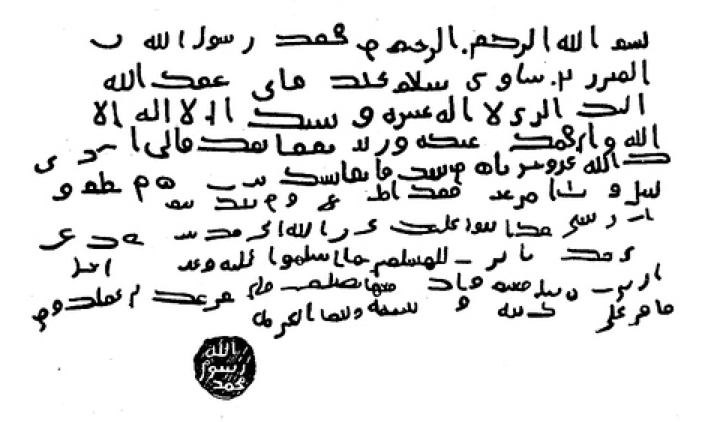
Ban sao một bức thư do Muhammad gửi cho Munzir ibn-Sawa al-Tamimi, thống đốc của Bahrain vào năm 628

Tương tác đầu tiên của Muhammad với cư dân Bahrain là cuộc xâm chiếm Al Kudr. Muhammad ra lệnh tấn công bất ngờ bộ lạc Banu Salim với cáo buộc rằng họ âm mưu tấn công Medina. Ông nhận được tin tức rằng một số bộ lạc tập hợp một đội quân tại Bahrain và chuẩn bị tấn công vào đại lục. Song các nhân sĩ bộ lạc rút lui khi biết rằng Muhammad đang dẫn quân đến giao chiến với họ.
Tư liệu Hồi giáo truyền thống viết rằng Al-Ala'a Al-Hadrami được Muhammad cử làm sứ giả trong cuộc chinh phục Zaid ibn Haritha (Hisma) đến khu vực Bahrain vào năm 628 và rằng quân chủ địa phương là Munzir ibn-Sawa al-Tamimi hưởng ứng và cải đạo toàn bộ khu vực sang Hồi giáo.

### Trung Cổ
Năm 899, giáo phái Qarmat (thuộc hệ Hồi giáo Shia) chiếm được Bahrain, tìm cách lập ra một xã hội không tưởng dựa trên lý trí và tái phân phối của cải trong những người thụ giáo. Sau đó, giáo phái Qarmat yêu cầu triều cống từ khalip tại Baghdad, và đến năm 930 họ cướp phá Mecca và Medina, đưa Đá Đen thiêng liêng về căn cứ của họ tại Ahsa, tức khu vực Bahrain trung đại, để đòi tiền chuộc. Theo sử gia Al-Juwayni, hòn đá được trả lại 22 năm sau vào năm 951 trong hoàn cảnh khó hiểu.
Sau thất bại vào năm 976 trước vương triều Abbas Ba Tư, giáo phái Qarmat bị vương triều Uyuni của người Ả Rập tại al-Hasa (nay thuộc Ả Rập Xê Út) lật đổ, vương triều này chiếm được toàn bộ khu vực Bahrain vào năm 1076. Vương triều Uyuni kiểm soát Bahrain cho đến năm 1235, vào năm này quần đảo bị một thống đốc Ba Tư chiếm đóng trong một thời gian ngắn. Năm 1253, người Usfuri du mục lật đổ vương triều Uyuni, nhờ đó giành quyền kiểm soát miền đông bán đảo Ả Rập, trong đó có quần đảo Bahrain. Năm 1330, quần đảo trở thành một nước chư hầu của quân chủ Hormuz, song tại địa phương quần đảo nằm dưới quyền kiểm soát của vương triều Jarwani tại Qatif (nay thuộc Ả Rập Xê Út) theo Hồi giáo Shia. Đến giữa thế kỷ XV, quần đảo nằm dưới quyền kiểm soát của vương triều Jabri, một triều đại Bedouin cũng có căn cứ tại Al-Ahsa và kiểm soát hầu hết miền đông bán đảo Ả Rập.

### Thời kỳ đầu hiện đại

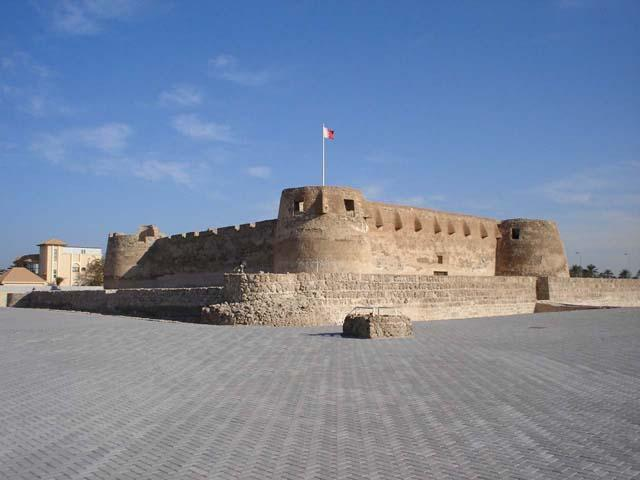
Pháo đài Arad tại Arad; được xây dựng từ trước khi người Bồ Đào Nha kiểm soát quần đảo.

Năm 1521, người Bồ Đào Nha liên minh với Hormuz và chiếm được Bahrain từ tay quân chủ Jabri là Migrin ibn Zamil. Bồ Đào Nha cai trị Bahrain trong khoảng 80 năm, trong thời gian đó họ dựa chủ yếu vào các thống đốc người Ba Tư theo Hồi giáo Sunni. Năm 1602, Abbas I của vương triều Safavid Ba Tư trục xuất người Bồ Đào Nha khỏi quần đảo, giúp thúc đẩy Hồi giáo Shia. Trong hai trăm năm sau đó, các quân chủ Ba Tư duy trì quyền kiểm soát đối với quần đảo, song bị gián đoạn do các cuộc xâm chiếm vào năm 1717 và 1738 của giáo phái Ibadi tại Oman. Trong hầu hết giai đoạn này, vương triều Ba Tư quản lý gián tiếp Bahrain, hoặc là thông qua thành phố Bushehr (nay thuộc Iran) hoặc thông qua các thị tộc Ả Rập Sunni nhập cư. Nhóm sau là các bộ lạc từ lãnh thổ Ba Tư quay trở lại phía bán đảo Ả Rập của vịnh Ba Tư, họ được gọi là Huwala. Năm 1753, một thị tộc Huwala là Nasr Al-Madhkur xâm chiếm Bahrain nhân danh Karim Khan Zand (người sáng lập vương triều Zand tại Ba Tư) và khôi phục quyền cai trị trực tiếp của Ba Tư.
Năm 1783, Nasr Al-Madhkur để mất quần đảo Bahrain sau khi thất bại trước bộ lạc Bani Utbah. Bahrain không phải là lãnh thổ mới của người Bani Utbah vì họ hiện diện tại đây từ thế kỷ XVII. Trong thời gian này, họ bắt đầu mua các vườn chà là tại Bahrain; một văn kiện cho thấy rằng 81 năm trước khi gia tộc Al-Khalifa đến, một vị sheikh của bộ lạc Al Bin Ali (một nhánh của Bani Utbah) đã mua một vườn chà là từ Mariam bint Ahmed Al Sanadi trên đảo Sitra.
Al Bin Ali là nhóm chi phối kiểm soát thị trấn Zubarah trên bán đảo Qatar, ban đầu là trung tâm quyền lực của Bani Utbah. Sau khi Bani Utbah giành quyền kiểm soát Bahrain, Al Bin Ali thực tế có địa vị độc lập tại đây với vị thế bộ lạc tự quản. Họ sử dụng hiệu kỳ có bốn dải đỏ và ba dải trắng gọi là Al-Sulami tại Bahrain, Qatar, Kuwait, và tỉnh Đông của Ả Rập Xê Út. Sau đó, các thị tộc và bộ lạc Ả Rập khác từ Qatar chuyển đến Bahrain để định cư sau khi Nasr Al-Madhkur thất bại. Trong các gia tộc này có Al Khalifa, Al-Ma'awdah, Al-Fadhil, Al-Mannai, Al-Noaimi, Al-Sulaiti, Al-Sadah, Al-Thawadi. Gia tộc Al Khalifa chuyển từ Qatar đến Bahrain vào năm 1799. Ban đầu, tổ tiên của họ bị Ottoman trục xuất khỏi Umm Qasr thuộc miền trung bán đảo Ả Rập đến Kuwait vào năm 1716, họ ở lại đó cho đến năm 1766. Khoảng thập niên 1760, các thị tộc Al Jalahma và Al Khalifa, đều thuộc liên minh Utub, di cư đến Zubarah thuộc Qatar ngày nay, khiến Al Sabah là gia tộc duy nhất sở hữu Kuwait.
Giai đoạn Gia tộc Al Khalifa kiểm soát Bahrain cho đến khi lãnh thổ này được nâng lên tiểu vương vào năm 1971, nó được gọi là Bahrain và các lãnh thổ phụ thuộc. Từ năm 1861 nó chấp nhận sự bảo hộ của Đế quốc Anh. Năm 1867, Qatar không còn là lãnh thổ phụ thuộc của Bahrain nữa. Gia tộc Thani trở thành nhà cai trị mới của Qatar cho đến tận ngày nay.

### Từ thế kỷ XIX
Vào đầu thế kỷ XIX, Bahrain bị cả người Oman và gia tộc Al Saud (hoàng tộc Ả Rập Xê Út ngày nay) xâm chiếm. Năm 1802, quần đảo nằm dưới quyền cai quản của một thiếu nhi 12 tuổi khi quân chủ Oman cho con trai ông ta là Salim làm thống đốc của pháo đài Arad. Năm 1816, công sứ chính trị Anh tại vịnh Ba Tư là William Bruce nhận được thư từ Sheikh của Bahrain với nội dung lo ngại về tin đồn rằng Anh sẽ ủng hộ Imam của Muscat tấn công đảo. Bruce đến Bahrain để cam đoan với Sheikh rằng đó không phải sự thực và đưa ra một thoả thuận phi chính thức đảm bảo với Sheikh rằng Anh duy trì là một bên trung lập. Năm 1820, bộ lạc Al Khalifa được Anh công nhận là quân chủ ("Al-Hakim" theo tiếng Ả Rập) của Bahrain sau khi ký kết quân hệ hiệp ước. Tuy nhiên, mười năm sau đó họ buộc phải cống nạp hàng năm cho Ai Cập (chư hầu của Ottoman) bất chấp việc tìm kiếm bảo hộ từ Ba Tư và Anh.

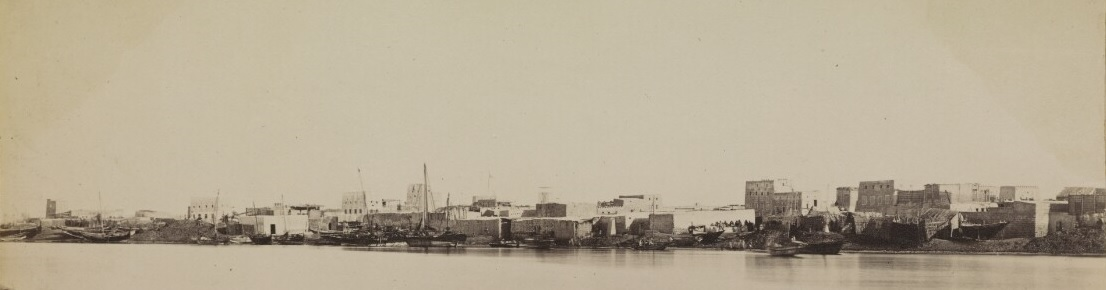
Bến cảng Bahrain khoảng năm 1870

Năm 1860, gia tộc Al Khalifa viết thư cho triều đình Ba Tư và Ottoman, và họ chấp thuận đưa Bahrain nằm dưới quyền bảo hộ của Ottoman trong tháng 3 do được hưởng các điều kiện tốt hơn. Cuối cùng, chính phủ Ấn Độ thuộc Anh khuất phục Bahrain khi người Ba Tư từ chối bảo vệ quần đảo. Thượng tá Lewis Pelly ký một hiệp ước mới với gia tộc Al Khalifa để đưa Bahrain nằm dưới quyền cai trị và bảo hộ của Anh.
Sau chiến tranh Qatar–Bahrain vào năm 1868, các đại biểu của Anh ký kết thoả ước khác với gia tộc Al Khalifa. Nó ghi rõ rằng quân chủ không thể chuyển nhượng bất kỳ lãnh thổ nào của mình ngoại trừ cho Anh và không thể tham gia quan hệ với bất kỳ chính phủ ngoại quốc nào nếu Anh không đồng ý. Đổi lại Anh cam kết bảo vệ Bahrain khỏi toàn bộ hành vi công kích bằng đường biển và giúp đỡ trong trường hợp có tấn công trên bộ. Quan trọng hơn là người Anh cam kết ủng hộ quyền cai trị của gia tộc Al Khalifa tại Bahrain, bảo đảm cho vị thế quân chủ vốn bất ổn của họ. Các thoả ước khác vào năm 1880 và 1892 chính thức hoá vị thế bảo hộ Bahrain của người Anh.
Náo động trong cư dân Bahrain bắt đầu khi Anh chính thức thiết lập địa vị thống trị hoàn toàn đối với lãnh thổ vào năm 1892. Cuộc khởi nghĩa đầu tiên có quy mô rộng đã diễn ra trong tháng 3 năm 1895 nhằm chống lại quân chủ Bahrain là Sheikh Issa bin Ali. Sheikh Issa là người đầu tiên trong gia tộc Al Khalifa cai trị mà không có quan hệ với Ba Tư. Đại diện của Anh tại vịnh Ba Tư là Arnold Wilson đến Bahrain từ Muscat trong thời gian này. Khởi nghĩa phát triển thêm với việc một số người biểu tình bị quân Anh giết.
Trước khi phát triển dầu mỏ, quần đảo phần lớn chuyên về tìm kiếm ngọc trai, và cho đến thế kỷ XIX vẫn được đánh giá là có chất lượng tốt nhất thế giới. Trước Chiến tranh thế giới thứ nhất, có khoảng 400 tàu tìm ngọc trai và giá trị xuất khẩu hàng năm là trên 30.000 bảng Anh.
Năm 1911, một nhóm thương gia Bahrain yêu cầu hạn chế ảnh hưởng của Anh đối với quốc gia. Các thủ lĩnh của nhóm này sau đó bị tống giam và lưu đày sang Ấn Độ. Năm 1923, người Anh tiến hành cải cách hành chính và thay thế Sheikh Issa bin Ali bằng con trai ông. Một số địch thủ tăng lữ và gia đình như al Dossari rời đi hoặc bị lưu đày sang Ả Rập Xê Út và Iran. Ba năm sau, người Anh đặt Bahrain dưới quyền cai trị thực tế của Charles Belgrave, người này giữ chức vụ cố vấn cho quân chủ Bahrain cho đến năm 1957. Belgrave tiến hành một số cải cách như thành lập trường học hiện đại đầu tiên tại quần đảo vào năm 1919, trường nữ sinh đầu tiên tại vịnh Ba Tư vào năm 1928 và bãi bỏ chế độ nô lệ vào năm 1937. Trong khi đó, ngành lặn tìm ngọc trai phát triển với tốc độ nhanh chóng.
Năm 1927, quân chủ của Iran là Reza Shah yêu sách chủ quyền đối với Bahrain trong một bức thư gửi đến Hội Quốc Liên, động thái này thúc đẩy Charles Belgrave tiến hành các biện pháp khắc nghiệt bao gồm khuyến khích xung đột giữa người Hồi giáo Shia và Sunni nhằm dẹp yên khởi nghĩa và giới hạn ảnh hưởng của Iran. Belgrave thậm chí còn đề xuất đổi tên vịnh Ba Tư thành "vịnh Ả Rập"; song bị chính phủ Anh bác bỏ. Quan tâm của Anh trong phát triển của Bahrain bắt nguồn từ lo ngại về tham vọng của Ả Rập Xê Út và Iran trong khu vực.

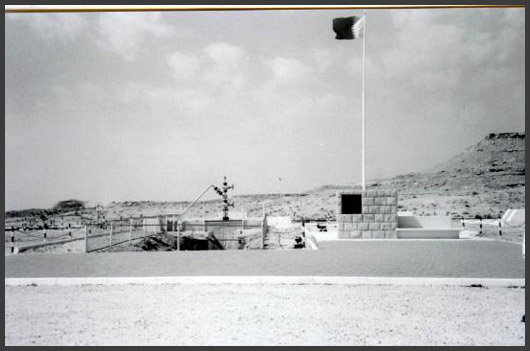
Ảnh chụp giếng dầu đầu tiên tại Bahrain, dầu được hút lần đầu tiên vào năm 1931

Công ty Dầu mỏ Bahrain (Bapco) là công ty con của Công ty Standard tại California (Socal), họ phát hiện dầu mỏ vào năm 1931 và bắt đầu sản xuất vào năm sau đó. Điều này khiến cho Bahrain được hiện đại hoá nhanh chóng. Quan hệ với Anh trở nên mật thiết hơn, bằng chứng là Hải quân Hoàng gia Anh chuyển toàn bộ Bộ tư lệnh Trung Đông từ Bushehr thuộc Iran sang Bahrain vào năm 1935.
Bahrain tham gia Chiến tranh thế giới thứ hai bên phía Đồng Minh. Ngày 19 tháng 10 năm 1940, bốn máy bay SM.82s của Ý tiến hành oanh tạc Bahrain cùng các mỏ dầu Dhahran tại Ả Rập Xê Út, nhằm mục tiêu là nhà máy lọc dầu do Đồng Minh điều hành. Sau chiến tranh, cảm tình chống Anh ngày càng phổ biến khắp thế giới Ả Rập và dẫn đến náo loạn tại Bahrain. Náo loạn tập trung mục tiêu vào cộng đồng Do Thái. Năm 1948, sau khi gia tăng các hành vi thù địch và cướp bóc, hầu hết thành viên của cộng đồng Do Thái Bahrain từ bỏ tài sản và đào thoát sang Bombay, sau đó định cư tại Israel và Anh. Tính đến  năm 2008, 37 người Do Thái còn sống tại Bahrain. Trong thập niên 1950, Ủy ban Đoàn kết Quốc gia yêu cầu hình thành hội đồng dân cử, loại bỏ Belgrave và tiến hành một số cuộc thị uy và tổng đình công. Năm 1965, một cuộc khởi nghĩa kéo dài trong một tháng bùng phát sau khi hàng trăm công nhân của Công ty Dầu mỏ Bahrain bị sa thải.

### Độc lập

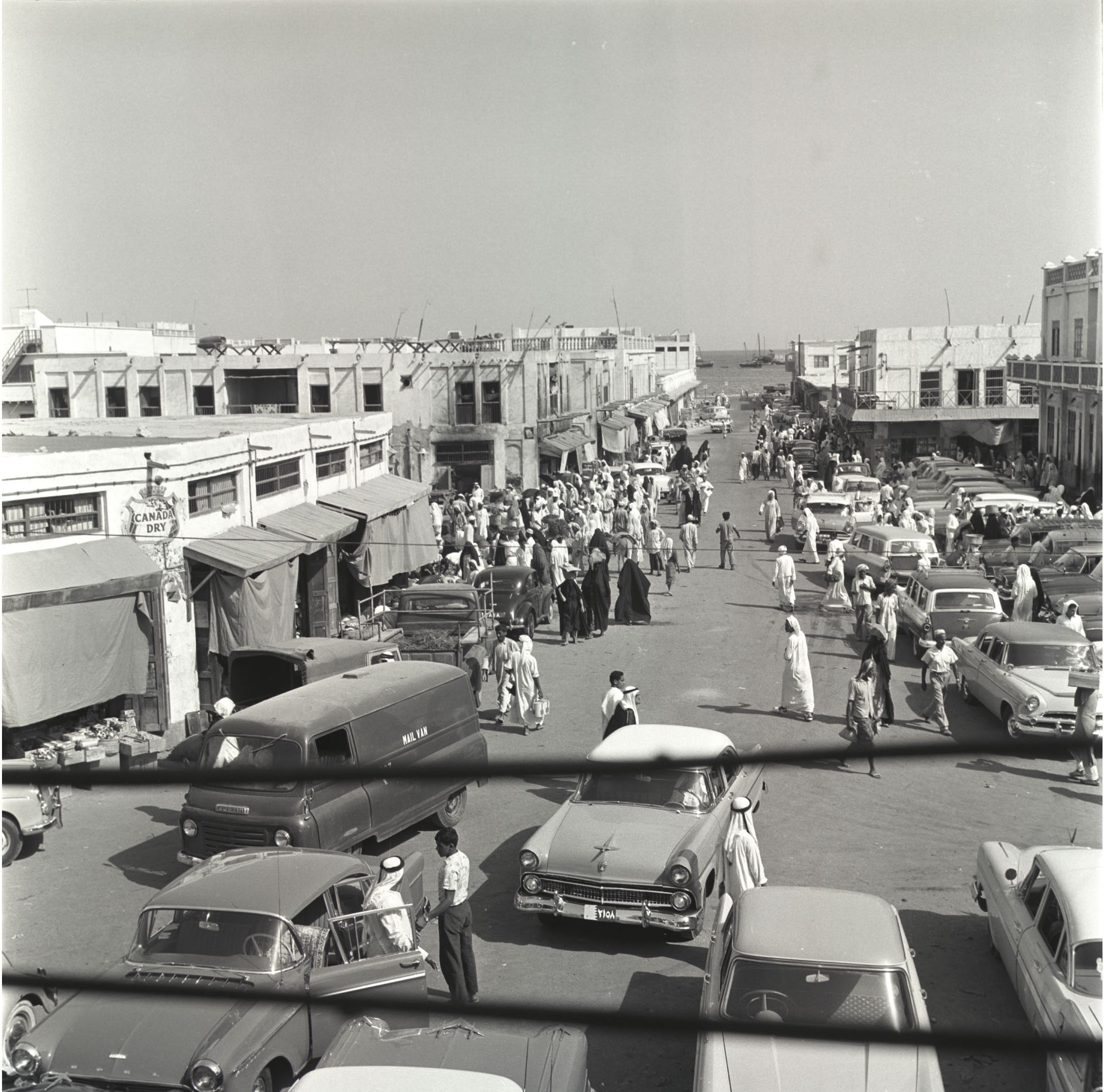
Chợ Manama vào năm 1965

Ngày 15 tháng 6 năm 1971, mặc dù Shah của Iran yêu sách chủ quyền lịch sử với Bahrain, song ông chấp thuận một cuộc trưng cầu dân ý do Liên Hợp Quốc tổ chức và cuối cùng Bahrain tuyên bố độc lập và ký một hiệp ước hữu nghị mới với Anh. Bahrain gia nhập Liên Hợp Quốc và Liên đoàn Ả Rập trong cùng năm. Cuộc bùng nổ dầu mỏ trong thập niên 1970 mang lại lợi ích rất lớn cho Bahrain, song cuộc suy thoái tiếp sau đó khiến kinh tế bị tổn hại. Quốc gia này đã bắt đầu đa dạng hoá kinh tế và hưởng lợi từ nội chiến Liban trong thập niên 1970 và 1980, khi mà Bahrain thay thế Beirut (thủ đô Liban) trong vai trò là trung tâm tài chính Trung Đông.
Sau cách mạng Hồi giáo tại Iran vào năm 1979, đến năm 1981 các phần tử theo trào lưu chính thống Shia tại Bahrain tiến hành đảo chính thất bại dưới bảo trợ của Mặt trận Hồi giáo Giải phóng Bahrain. Cuộc đảo chính do một giáo sĩ Shia lưu vong tại Iran tên là Hadi al-Modarresi chỉ đạo, ông ta tự xưng là thủ lĩnh tối cao của một chính phủ thần quyền. Trong tháng 12 năm 1994, một nhóm thanh niên ném đá vào các vận động viên nữ trong một giải chạy marathon quốc tế do các vận động viên này để hở chân. Xung đột sau đó với cảnh sát nhanh chóng phát triển thành bất ổn dân sự.
Một cuộc khởi nghĩa quần chúng diễn ra từ năm 1994 đến năm 2000 khi các phần tử tả khuynh, tự do và Hồi giáo liên hiệp. Kết quả là khoảng bốn mươi người thiệt mạng và khởi nghĩa kết thúc sau khi Hamad ibn Isa Al Khalifa trở thành Emir của Bahrain vào năm 1999. Ông cho tiến hành bầu cử nghị viện, trao cho nữ giới quyền bỏ phiếu, và phóng thích toàn bộ các tù nhân chính trị. Một cuộc trưng cầu dân ý vào ngày 14–15 tháng 2 năm 2001 có kết quả là đại đa số ủng hộ Hiến chương Hành động Quốc gia. Ngày 14 tháng 2 năm 2002, Bahrain đổi quốc hiệu chính thức từ Nhà nước Bahrain sang Vương quốc Bahrain.

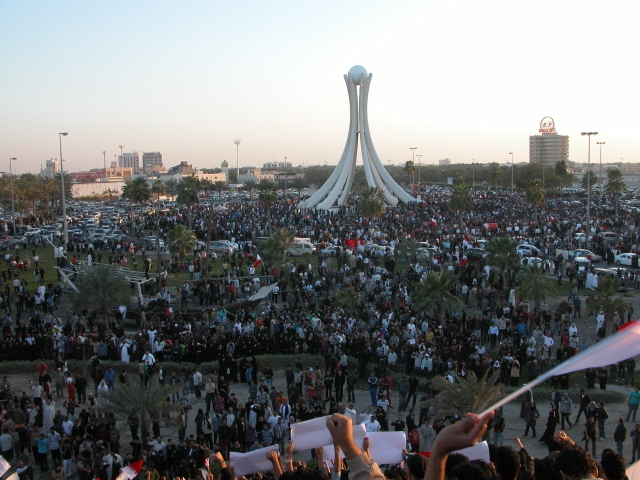
Người biểu tình tụ tập tại Vòng xoay Ngọc trai lần đầu tiên vào ngày 15 tháng 2 năm 2011.

Bahrain tham gia hành động quân sự chống lại Taliban vào tháng 10 năm 2001 khi triển khai một tàu hộ tống trên biển Ả Rập để phục vụ các hoạt động cứu hộ và nhân đạo. Do đó đến tháng 11 cùng năm, chính phủ Hoa Kỳ xác định Bahrain là một "đồng minh lớn không thuộc NATO". Bahrain phản đối xâm chiếm Iraq và đề nghị Saddam Hussein tị nạn trong những ngày trước cuộc xâm chiếm. Quan hệ giữa Bahrain và Qatar được cải thiện sau khi tranh chấp biên giới về quần đảo Hawar được Toà án Công lý Quốc tế tại La Hay giải quyết vào năm 2001. Sau khi tiến hành tự do hoá chính trị, Bahrain đàm phán một hiệp định tự do mậu dịch với Hoa Kỳ vào năm 2004.
Được truyền cảm hứng từ Mùa xuân Ả Rập, cộng đồng Shia vốn chiếm đa số tại Bahrain bắt đầu các cuộc thị uy lớn chống giới lãnh đạo theo Hồi giáo Sunni vào đầu năm 2011.:162–3 Chính phủ sau đó yêu cầu trợ giúp an ninh từ Ả Rập Xê Út và các quốc gia Vùng Vịnh khác và tuyên bố tình trạng khẩn cấp kéo dài trong ba tháng.:132–9 Chính phủ sau đó tiến hành đàn áp lực lượng đối lập, bao gồm việc tiến hành hàng nghìn vụ bắt giữ và tra tấn có hệ thống. Có trên 80 thường dân và 13 cảnh sát thiệt mạng tính đến tháng 3 năm 2014.

## Chính trị

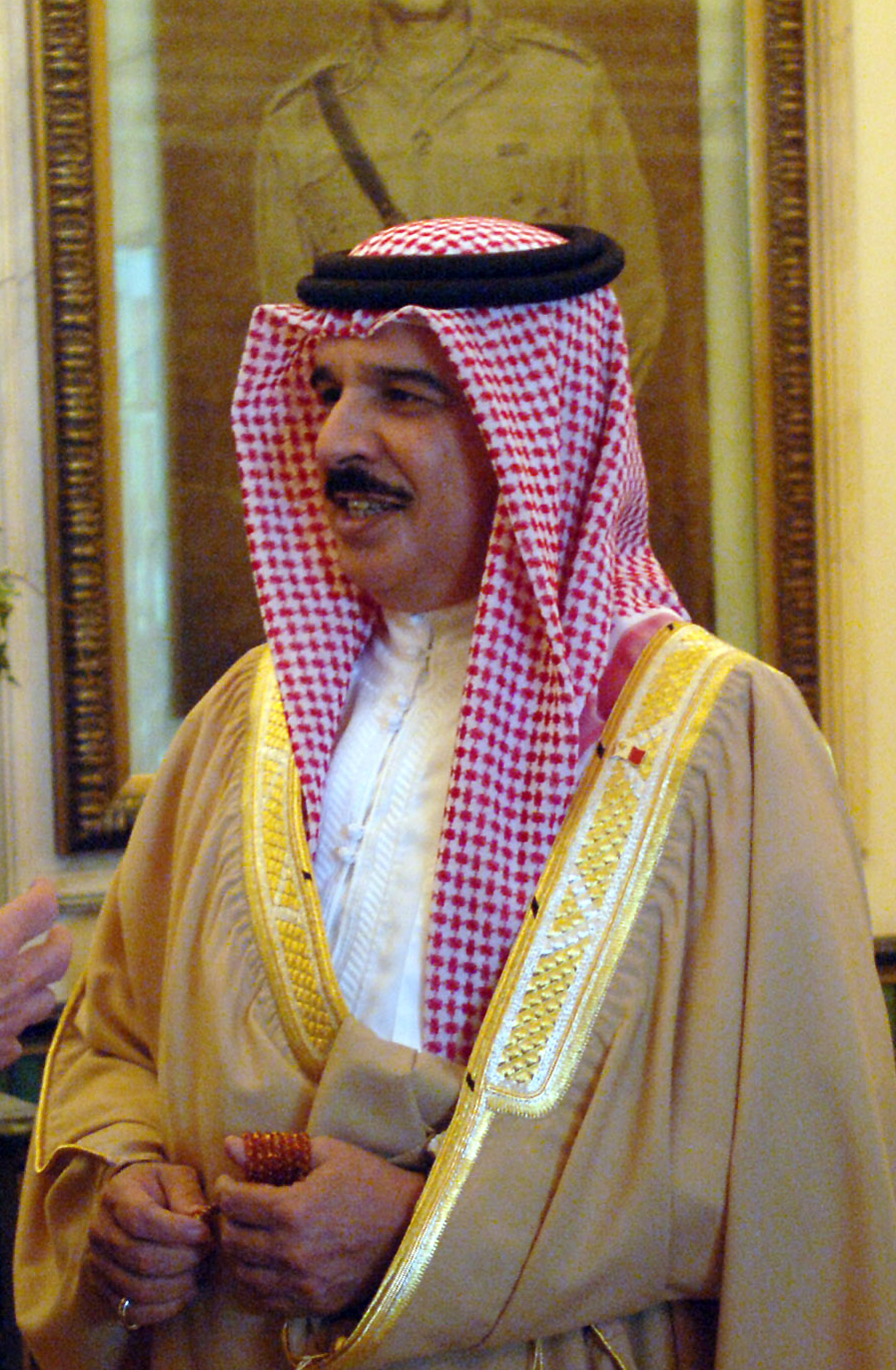
Shaikh Hamad bin Isa Al Khalifa, quốc vương của Bahrain

Bahrain nằm dưới quyền cai trị của chế độ Al-Khalifa, là một nền quân chủ lập hiến do quốc vương đứng đầu, quốc vương hiện nay là Shaikh Hamad bin Isa Al Khalifa. Quốc vương Hamad có quyền lực hành pháp rộng lớn, bao gồm bổ nhiệm thủ tướng và các bộ trưởng, chỉ huy quân đội, chủ toạ Hội đồng Tư pháp Tối cao, bổ nhiệm Hội đồng Cố vấn của nghị viện và giải tán Hội đồng Đại diện.(tr15) Người đứng đầu chính phủ là thủ tướng, thủ tướng hiện hành Shaikh Khalīfa bin Salman Al Khalifa là chú của Quốc vương Hamad và giữ chức vụ này kể từ năm 1971, khiến ông là thủ tướng tại nhiệm lâu nhất trên thế giới. Năm 2010, khoảng một nửa thành viên chính phủ thuộc gia tộc Al Khalifa.
Bahrain có quốc hội lưỡng viện (al-Jam'iyyah al-Watani) gồm Hội đồng Cố vấn (Majlis Al-Shura) có 40 ghế và Hội đồng Đại diện (Majlis Al-Nuwab) có 40 ghế. 40 thành viên của Shura do quốc vương bổ nhiệm, còn 40 thành viên của Hội đồng Đại diện được bầu theo thể thức đa số tuyệt đối trong các khu vực bầu cử một ghế với nhiệm kỳ 4 năm. Hội đồng Cố vấn có thể phủ quyết trên thực tế Hội đồng Đại diện, do các dự thảo luật cần phải được họ tán thành. Sau khi được Hội đồng Cố vấn tán thành, quốc vương có thể phê chuẩn và ban hành đạo luật hoặc trả lại nó trong vòng sáu tháng cho Quốc hội, và tại đây nó chỉ có thể được thành luật nếu hai phần ba thành viên của cả hai hội đồng tán thành.(tr15)
Năm 1973, quốc gia này tổ chức bầu cử nghị viện lần đầu tiên; tuy nhiên, hai năm sau, tiểu vương đương nhiệm giải tán nghị viện và đình chỉ hiến pháp sau khi nghị viện bác bỏ Luật An ninh Nhà nước. Giai đoạn từ năm 2002 đến năm 2010 có ba lần bầu cử nghị viện, cuộc bầu cử năm 2002 bị phe đối lập Al Wefaq tẩy chay, Al Wefaq giành đa số ghế trong cuộc bầu cử năm 2006 và 2010. Cuộc bầu cử bổ sung năm 2011 được tổ chức để thay thế 18 thành viên của Al Wefaq từ chức nhằm phản đối chính phủ đàn áp.
Việc mở cửa chính trị mang lại lợi ích lớn cho các phái chủ nghĩa Hồi giáo Shia và Sunni trong bầu cử, tạo cho họ một nền tảng nghị viện để theo đuổi các chính sách của mình. Nó khiến cho các giáo sĩ lại nổi bật trong hệ thống chính trị, khi thủ lĩnh tôn giáo Shia tối cao là Sheikh Isa Qassim giữ một vai trò sống còn.

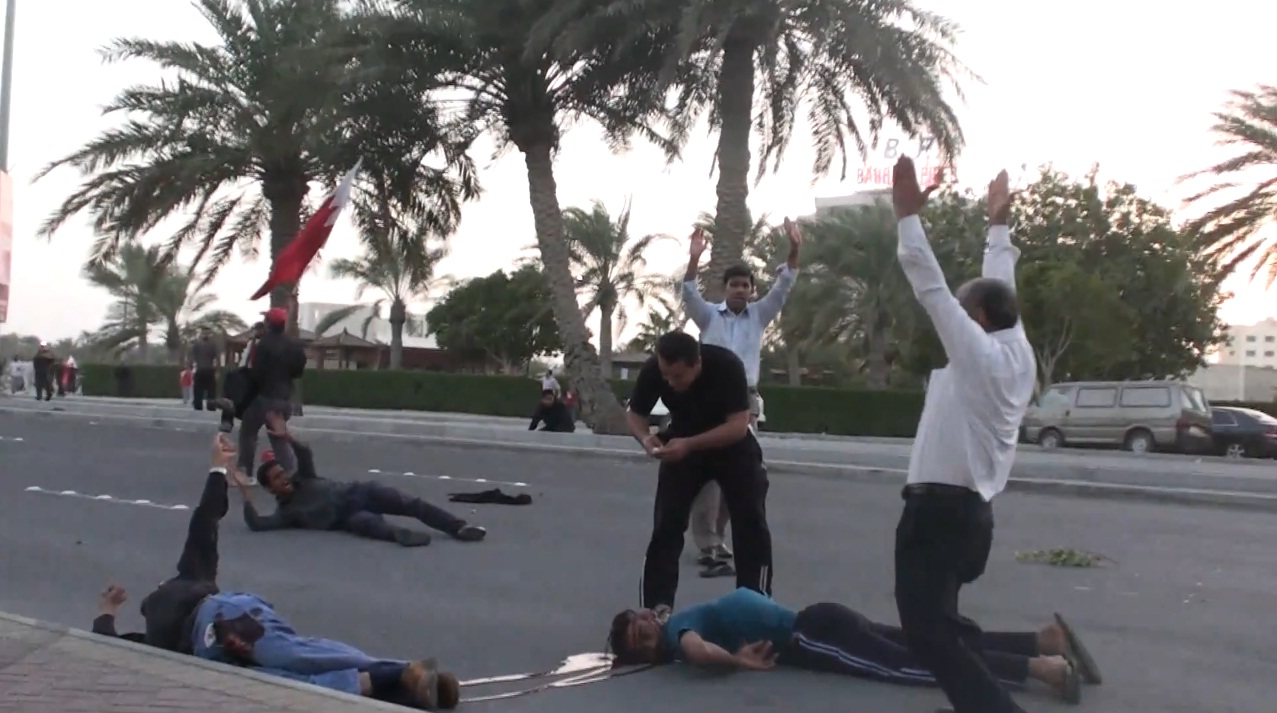
Người biểu tình Bahrain bị lực lượng an ninh bắn, tháng 2 năm 2011

Giai đoạn từ năm 1975 đến năm 1999 gọi là "thời kỳ Luật An ninh Nhà nước", diễn ra nhiều vi phạm nhân quyền bao gồm bắt giữ tuỳ tiện, giam giữ không xét xử, tra tấn và buộc phải lưu vong. Sau khi Tiểu vương Hamad Al Khalifa kế vị cha là Isa Al Khalifa vào năm 1999, ông cho tiến hành các cải cách rộng lớn và nhân quyền được cải thiện đáng kể. Tình trạng nhân quyền bắt đầu kém đi vào năm 2007 khi tra tấn bắt đầu được sử dụng lại. Năm 2011, Tổ chức Theo dõi Nhân quyền mô tả tình hình nhân quyền của Bahrain là "ảm đạm". Năm 2011, Bahrain chịu chỉ trích do đàn áp khởi nghĩa Mùa xuân Ả Rập. Trong tháng 9 năm đó, chính phủ bổ nhiệm một uỷ ban để xác nhận các tường thuật về vi phạm nhân quyền nghiêm trọng như tra tấn có hệ thống. Chính phủ cam kết tiến hành cải cách và tránh lặp lại các "sự kiện đau thương". Năm 2016, Nghị viện châu Âu thông qua một nghị quyết lên án các lạm dụng nhân quyền của nhà đương cục Bahrain, và kêu gọi kết thúc cuộc đàn áp chống lại các nhà bảo vệ nhân quyền, đối lập chính trị và xã hội dân sự tại đây.
Quyền lợi chính trị của nữ giới Bahrain gia tăng khi họ giành được quyền bỏ phiếu và tranh cử trong bầu cử cấp quốc gia lần đầu tiên vào năm 2002. Tuy nhiên, vào năm đó không có nữ giới nào đắc cử., do đó có sáu người được bổ nhiệm vào Hội đồng Cố vấn. Nada Haffadh trở thành nữ bộ trưởng đầu tiên của Bahrain khi bà được bổ nhiệm làm Bộ trưởng Y tế vào năm 2004. Đến khi Bahrain được bầu làm nước đứng đầu Đại hội đồng Liên Hợp Quốc nhiệm kỳ 2006, họ bổ nhiệm luật sư Haya bint Rashid Al Khalifa làm chủ tịch của Đại hội đồng. Năm 2006, Lateefa Al Gaood trở thành nữ nghị viên đầu tiên sau chiến thắng mặc định. Số lượng nữ nghị viên tăng lên bốn sau bầu cử bổ sung năm 2011.
Hầu hết cơ quan phát sóng nội địa do nhà nước sở hữu. Các nhà báo Bahrain phải chịu nguy cơ bị khởi tố vì phạm các tội như "phá hoại" chính phủ và tôn giáo. Tự kiểm duyệt là điều phổ biến. Các nhà báo là mục tiêu của giới quan chức trong biểu tình chống chính phủ năm 2011. Đến năm 2016, Bahrain có 1,3 triệu người sử dụng internet.

### Quân sự
Bahrain có quân đội quy mô nhỏ song được trang bị tốt, có tên là Lực lượng Phòng thủ Bahrain (BDF), với quân số khoảng 13.000 người (2012). Tư lệnh tối cao của quân đội Bahrain là quốc vương và người có quyền lực thứ nhì là thái tử.
Lực lượng Phòng thủ Bahrain chủ yếu sử dụng trang thiết bị của Hoa Kỳ, như F16 Fighting Falcon, F5 Freedom Fighter, UH60 Blackhawk, M60A3 tanks, và tàu USS Jack Williams với tên mới là RBNS Sabha.
Chính phủ Bahrain có quan hệ mật thiết với Hoa Kỳ, họ ký kết các thoả ước hợp tác với quân đội Hoa Kỳ và cung cấp cho Hoa Kỳ một căn cứ tại Juffair kể từ đầu thập niên 1990, song Hoa Kỳ có hiện diện về hải quân tại đảo quốc kể từ năm 1948. Đây là trụ sở của Bộ tư lệnh Trung tâm Hải quân Hoa Kỳ (COMUSNAVCENT) / Hạm đội 5 Hoa Kỳ (COMFIFTHFLT), và có khoảng 6.000 nhân viên quân sự Hoa Kỳ.
Bahrain tham gia chiến dịch can thiệp do Ả Rập Xê Út lãnh đạo tại Yemen nhằm chống lại phiến quân Houthis theo Hồi giáo Shia và lực lượng trung thành với cựu tổng thống Ali Abdullah Saleh,

### Ngoại giao

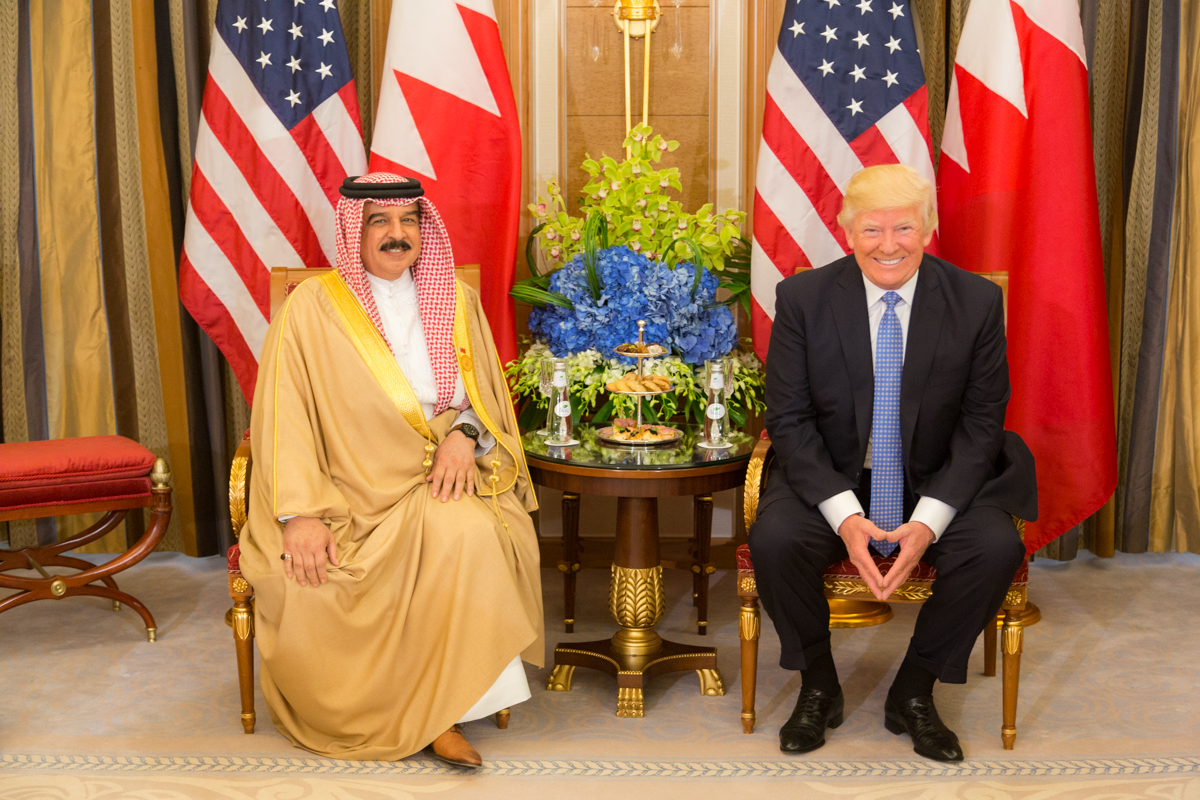
Quốc vương Hamad bin Isa Al Khalifa và Tổng thống Hoa Kỳ Donald Trump, tháng 5 năm 2017

Bahrain thiết lập quan hệ song phương với 190 quốc gia (2012). Tính đến  năm 2012, Bahrain duy trì mạng lưới 25 đại sứ quán, 3 lãnh sự quán, và bốn phái bộ thường trực tại Liên đoàn Ả Rập, Liên Hợp Quốc và Liên minh châu Âu. 36 quốc gia khác đặt đại sứ quán tại Bahrain. Bahrain giữ vai trò khiêm tốn, ôn hoà trên chính trường khu vực và gắn bó với quan điểm của Liên đoàn Ả Rập về hoà bình Trung Đông và quyền lợi của người Palestine bằng việc ủng hộ giải pháp hai nhà nước. Bahrain là một thành viên sáng lập của Hội đồng Hợp tác Vùng Vịnh. Quan hệ với Iran có khuynh hướng căng thẳng do cuộc đảo chính bất thành năm 1981 mà Bahrain đổ lỗi cho Iran, ngoài ra các thành phần bảo thủ cực đoan tại Iran thỉnh thoảng yêu sách chủ quyền đối với Bahrain.

### Hành chính
Khu tự quản đô thị đầu tiên tại Bahrain là chính quyền Manama gồm 8 thành viên được thành lập vào tháng 7 năm 1919. Các thành viên của chính quyền tự quản được bầu hàng năm; Bahrain đi đầu trong thế giới Ả Rập về chính quyền tự quản. Chính quyền tự quản có trách nhiệm dọn dẹp đường phố và cho thuê nhà ở và cửa hàng. Cho đến năm 1929, họ tiến hành mở rộng đường phố cũng như mở chợ và lò mổ. Năm 1958, chính quyền tự quản bắt đầu các dự án lọc nước. In 1960, Bahrain comprised four municipalities including Manama, Hidd, Al Muharraq, and Riffa. Trong vòng 30 năm sau đó, 4 chính quyền tự quản được phân thành 12 do các khu dân sư như Hamad Town và Isa Town phát triển. Các chính quyền tự quản này được Manama quản lý bằng hội đồng khu tự quản trung ương với các thành viên do quốc vương bổ nhiệm. Các cuộc bầu cử chính quyền tự quản đầu tiên được tổ chức lần đầu tiên vào năm 2002. Tháng 9 năm 2014, Bahrain có thay đổi về hành chính.
| Bản đồ              | Tỉnh (từ 2014) |
| ------------------- | -------------- |
|                     |                |
| 1 – Tỉnh Trung ương |                |
| 2 – Tỉnh Muharraq   |                |
| 3 – Tỉnh Bắc        |                |
| 4 – Tỉnh Nam        |                |

## Kinh tế

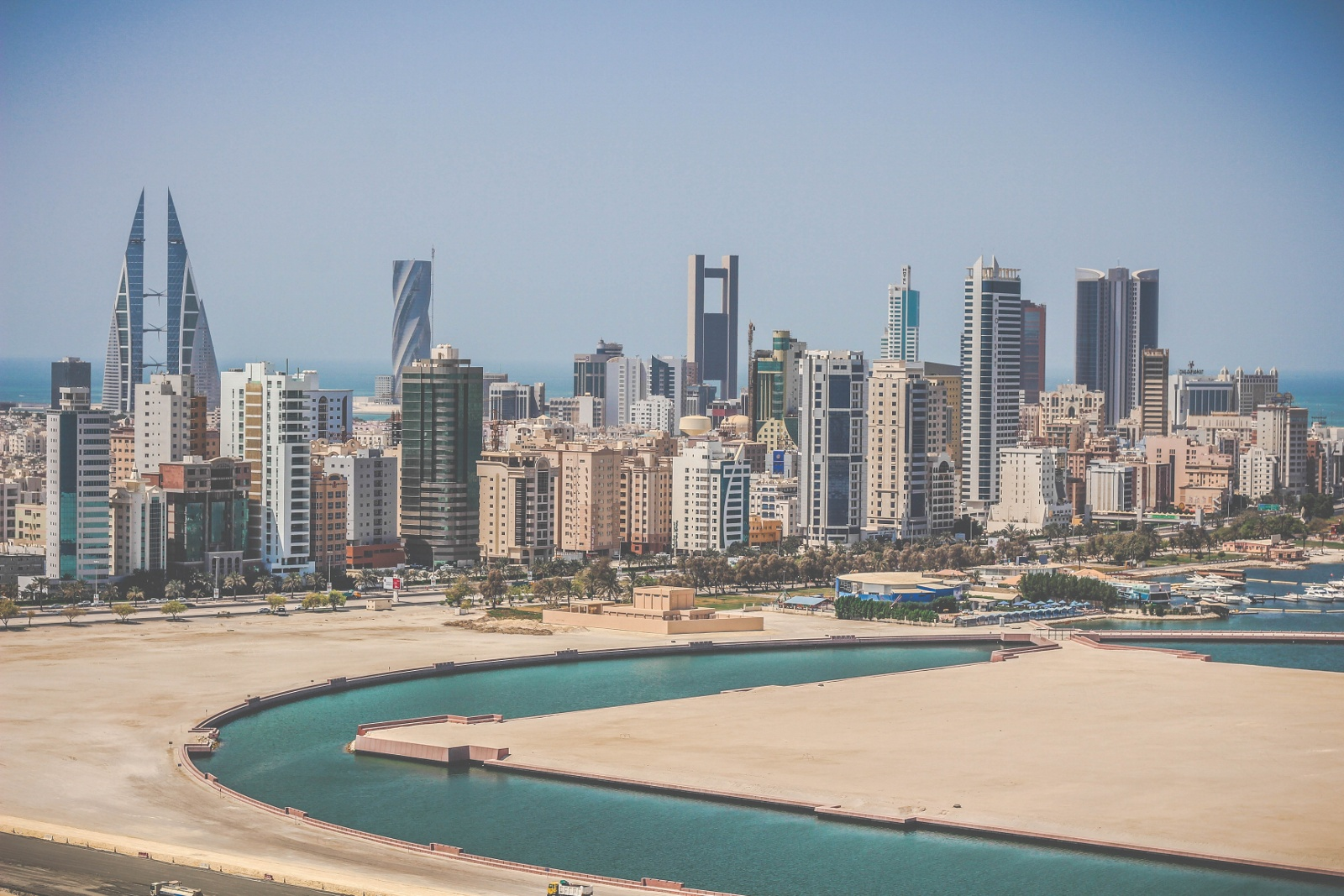
Quang cảnh Manama

Bahrain là nền kinh tế tự do nhất tại Trung Đông và đứng thứ 12 toàn cầu dựa theo Chỉ số tự do kinh tế do Heritage Foundation/Wall Street Journal công bố. Năm 2008, Bahrain trở thành trung tâm tài chính tăng trưởng nhanh nhất thế giới dựa theo Chỉ số trung tâm tài chính toàn cầu của City of London. Dịch vụ ngân hàng và tài chính của Bahrain, đặc biệt là ngân hàng Hồi giáo, được hưởng lợi từ bùng nổ kinh tế khu vực do nhu cầu dầu mỏ tăng cao. Sản xuất và chế biến dầu mỏ là sản phẩm xuất khẩu lớn nhất của Bahrain, chiếm 60% nguồn thu xuất khẩu, 70% thu nhập chính phủ, và 11% GDP. Nhôm là sản phẩm xuất khẩu đứng hạng hai, tiếp đến là tài chính và vật liệu xây dựng.
Tình hình kinh tế thay đổi cùng với biến động của giá dầu mỏ kể từ năm 1985, chẳng hạn như trong và sau khủng hoảng vịnh Ba Tư năm 1990-1991. Nhờ có hạ tầng thông tin và giao thông phát triển cao, Bahrain là nơi đặt trụ sở của một số hãng đa quốc gia và đang tiếp tục xây dựng một số dự án công nghiệp lớn. Một phần lớn trong xuất khẩu là các sản phẩm dầu mỏ từ dầu thô nhập khẩu, dầu thô chiếm khoảng 51% nhập khẩu của đảo quốc vào năm 2007. Bahrain dựa nhiều vào nhập khẩu thực phẩm để cung cấp cho dân số đang gia tăng; Úc là quốc gia xuất khẩu thịt và quả chủ yếu cho Bahrain. Do chỉ có 2,9% lãnh thổ Bahrain là đất canh tác, nông nghiệp đóng góp 0,5% trong GDP của Bahrain. Năm 2004, Bahrain ký kết Thoả thuận mậu dịch tự do Hoa Kỳ -Bahrain, theo đó giảm hàng rào mậu dịch nhất định giữa hai quốc gia.
Tỷ lệ thất nghiệp, đặc biệt là trong thanh niên, cùng việc cạn kiệt tài nguyên dầu mỏ và nước ngầm là các khó khăn kinh tế dài hạn chủ yếu. Năm 2008, tỷ lệ người không có việc làm là 4%, trong đó nữ giới chiếm 85% tổng số. Năm 2007, Bahrain trở thành quốc gia Ả Rập đầu tiên tiến hành trợ cấp thất nghiệp, cùng một loạt cải cách lao động khác.

### Du lịch
Bahrain là một điểm đến du lịch, đón trên tám triệu du khách vào năm 2008. Hầu hết du khách đến từ các quốc gia Ả Rập lân cận song ngày càng có nhiều người đến từ bên ngoài khu vực do di sản của đảo quốc và danh tiếng của Giải đua ô tô Công thức 1 Bahrain.
Vương quốc này có văn hoá Ả Rập hiện đại cùng di sản khảo cổ học của năm nghìn năm văn minh. Bahrain có các pháo đài như di sản thế giới Qalat Al Bahrain. Bảo tàng Quốc gia Bahrain có các đồ tạo tác về lịch sử quốc gia có niên đại từ những cư dân sớm nhất trên đảo vào khoảng 9000 năm trước và Beit Al Quran là một bảo tàng lưu giữ các đồ tạo tác Ả Rập về Qur'an. Một số địa điểm du lịch lịch sử phổ biến tại đảo quốc là thánh đường Al Khamis, đây là một trong các thánh đường lâu năm nhất trong khu vực, và còn có pháo đài Arad tại Muharraq, đền Barbar, các gò mộ A'ali và đền Saar. Tree of Life (cây sinh mệnh) có tuổi đời 400 năm mọc tại hoang mạc Sakhir cũng là một điểm đến du lịch nổi tiếng.
Ngắm chim (chủ yếu tại quần đảo Hawar), lặn biển và cưỡi ngựa là các hoạt động du lịch phổ biến tại Bahrain. Nhiều du khách đến từ Ả Rập Xê Út và đến Manama chủ yếu là vì các trung tâm mua sắm tại đây, như Bahrain City Centr và Seef Mall tại khu vực Seef. Manama Souq và Gold Souq tại khu vực cổ của Manama cũng nổi tiếng với du khách.
Kể từ năm 2005, Bahrain hàng năm đều tổ chức một lễ hội trong tháng 3 mang tên Mùa xuân văn hoá, có các nhạc sĩ và nghệ sĩ nổi danh quốc tế trình diễn trong các buổi hoà nhạc. Manama được Liên đoàn Ả Rập chỉ định là Thủ đô Ả Rập về Văn hoá trong năm 2012 và Thủ đô Du lịch Ả Rập trong năm 2013.

## Hạ tầng
Sân bay quốc tế Bahrain (BIA) nằm trên đảo Muharraq tại phía đông bắc. Sân bay này phục vụ trên 100.000 chuyến bay và trên 8 triệu hành khách vào năm 2010. Gulf Air là hãng hàng không quốc gia của Bahrain, hãng điều hành và đặt căn cứ tại BIA.
Bahrain có mạng lưới đường bộ phát triển tốt, đặc biệt là tại Manama. Việc phát hiện dầu mỏ vào đầu thập niên 1930 làm tăng tốc xây dựng đường sá tại Bahrain, liên kết một số làng hẻo lánh như Budaiya tới Manama.
Tại phía đông có một cầu liên kết Manama tới Muharraq từ năm 1929, một đường đắp cao được xây dựng vào năm 1941 nhằm thay thế cầu gỗ cũ. Hiện nay có ba cây cầu hiện đại liên kết hai đảo. Lưu lượng qua lại giữa hai đảo lên cao sau khi xây dựng Sân bay quốc tế Bahrain vào năm 1932. Các đường vành đai và xa lộ sau đó được xây dựng nhằm liên kết thủ đô với các làng tại tỉnh Bắc và hướng đến các thị trấn tại miền trung và miền nam Bahrain.
Bốn đảo lớn và toàn bộ các thị trấn và làng mạc được liên kết bằng các đường chất lượng tốt. Trong năm 2002, có 3.164 km đường, trong đó 2.433 km được trải bề mặt. Đường đắp cao Quốc vương Fahd dài 24 km liên kết Bahrain và Ả Rập Xê Út qua đảo Umm an-Nasan, công trình hoàn thành vào năm 1986 và do Ả Rập Xê Út tài trợ. Năm 2008, có trên 17 triệu hành khách đi qua đường đắp cao này.
Hải cảng chính của Bahrain là Mina Salman, gồm có 15 bến. Năm 2001, Bahrain có một đội thương thuyền gồm tám chiếc có tải trọng từ 1.000 GRT, tổng cộng là 270.784 GRT. Xe riêng và taxi là phương thức giao thông chính tại thành thị.
Lĩnh vực truyền thông tại Bahrain chính thức bắt đầu vào năm 1981 khi công ty Batelco được thành lập, và cho đến năm 2004 đây là công ty độc quyền trong lĩnh vực này. Năm 1981, có trên 45.000 máy điện thoại được sử dụng tại Bahrain. Đến năm 1999, Batelco có trên 100.000 hợp đồng điện thoại di động. Năm 2002, do áp lực từ các thể chế quốc tế, Bahrain thi hành luật viễn thông và lập một cơ quan điều tiết độc lập. Năm 2004, Zain bắt đầu hoạt động tại Bahrain và đến năm 2010 VIVA trở thành công ty thứ ba cung cấp dịch vụ di động tại đảo quốc. Bahrain có liên kết internet từ năm 1995, tỷ lệ liên kết di động và internet của Bahrain là 210,4/người (2008). Số người sử dụng internet tại Bahrain tăng từ 40.000 vào năm 2000 lên đến 250.000 vào năm 2008,. Đến tháng 8 năm 2013, có 22 nhà cung cấp dịch vụ internet được cấp phép.

## Địa lý

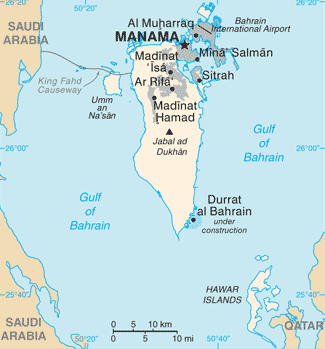
Bản đồ Bahrain năm 2014

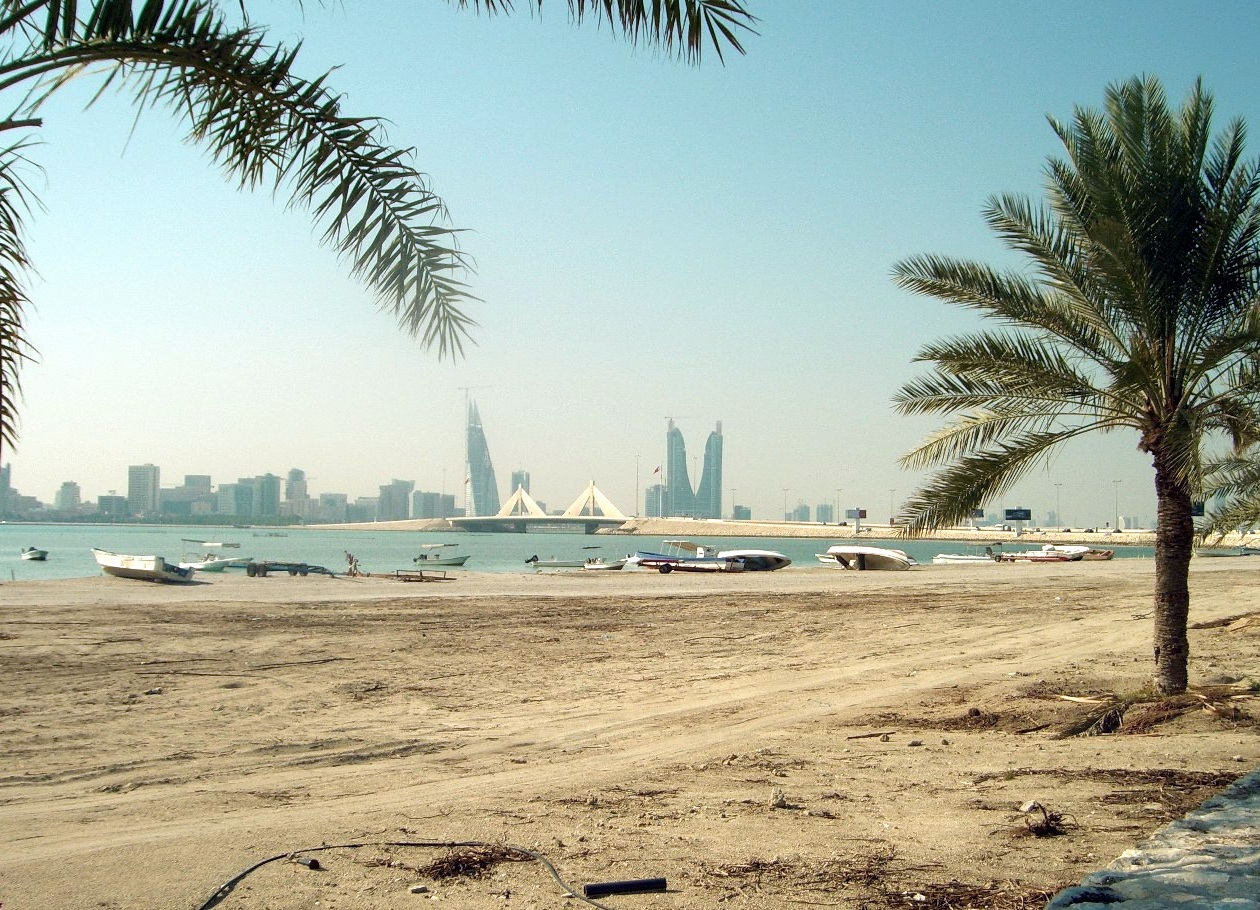
Một bãi biển tại Muharraq

Bahrain là một quần đảo nhìn chung là bằng phẳng và khô hạn tại vịnh Ba Tư. Đảo quốc gồm một đồng bằng hoang mạc thấp cao dần lên một dốc đứng thấp tại trung tâm có điểm cao nhất là Jabal ad Dukhan 134 m. Bahrain có tổng diện tích tự nhiên là 665 km² song nhờ cải tạo đất nên diện tích tăng lên đến 765 km².
Bahrain thường được miêu tả là một quần đảo gồm 33 đảo, song các dự án cải tạo đất quy mô lớn đã làm thay đổi tình trạng đó; cho đến tháng 8 năm 2008 số đảo và nhóm đảo tăng lên đến 84. Bahrain không có biên giới trên bộ với quốc gia khác, và có 161 km đường bờ biển. Đảo quốc còn yêu sách thêm 12 hải lý lãnh hải và 24 hải lý vùng tiếp giáp lãnh hải. Đảo lớn nhất Bahrain là đảo Bahrain, tiếp đến là quần đảo Hawar, Muharraq, Umm an Nasan, và Sitra. Bahrain có mùa đông ôn hoà và mùa hè rất nóng và ẩm ướt. Tài nguyên tự nhiên của đảo quốc gồm lượng lớn dầu mỏ và khí đốt tự nhiên, cùng với cá tại vùng biển ngoài khơi. Đất canh tác chỉ chiếm 2,82% diện tích.
Khoảng 92% diện tích Bahrain là hoang mạc với các trận hạn hán và bão bụi theo định kỳ. đó là các mối nguy tự nhiên chủ yếu đối với người Bahrain. Các vấn đề môi trường tại Bahrain bao gồm hoang mạc hoá do đất canh tác thoái hoá, thoái hoá bờ biển do tràn dầu và chất thải khác từ các tàu chở dầu cỡ lớn, lọc dầu, trạm phân phối, và cải tạo đất phi pháp. Khu vực nông nghiệp và hộ gia đình sử dụng quá mức tầng nước ngầm Dammam, khiến nó bị mặn đi do các vùng nước lợ và mặn liền kề. Một nghiên cứu thủy hoá cho thấy chất lượng nước của tầng nước ngầm thay đổi đáng kể do dòng chảy ngầm từ phần tây bắc của Bahrain, là nơi tầng nước ngầm nhận nước từ dòng nước ngầm từ miền đông Ả Rập Xê Út, đến phần phía nam và đông nam. Bốn loại mặn hoá dòng nước ngầm được xác định, cùng với đó là bốn lựa chọn để quản lý chất lượng nước ngầm.

### Khí hậu
Dãy núi Zagros ở bên kia vịnh Ba Tư thuộc Iran khiến gió cấp thấp hướng về Bahrain. Bão bụi từ Iraq và Ả Rập Xê Út thổi đến do gió tây bắc, có tên địa phương là gió shamal, làm giảm tầm nhìn trong các tháng 6 và 7. Mùa hè tại Bahrain rất nóng. Vùng biển quanh Bahrain rất nông, do đó nhiệt tăng lên nhanh chóng vào mùa hè và gây ra độ ẩm cao, đặc biệt là vào ban đêm. Nhiệt độ mùa hè có thể lên đến 50 °C trong các điều kiện thích hợp. Lượng mưa tại Bahrain ở mức tối thiểu và không đều, mưa chủ yếu xuất hiện vào mùa đông với mức kỷ lục là 71,8 mm.
| Dữ liệu khí hậu của Manama              | Dữ liệu khí hậu của Manama | Dữ liệu khí hậu của Manama | Dữ liệu khí hậu của Manama | Dữ liệu khí hậu của Manama | Dữ liệu khí hậu của Manama | Dữ liệu khí hậu của Manama | Dữ liệu khí hậu của Manama | Dữ liệu khí hậu của Manama | Dữ liệu khí hậu của Manama | Dữ liệu khí hậu của Manama | Dữ liệu khí hậu của Manama | Dữ liệu khí hậu của Manama | Dữ liệu khí hậu của Manama |
| Tháng                                   | 1                          | 2                          | 3                          | 4                          | 5                          | 6                          | 7                          | 8                          | 9                          | 10                         | 11                         | 12                         | Năm                        |
| --------------------------------------- | -------------------------- | -------------------------- | -------------------------- | -------------------------- | -------------------------- | -------------------------- | -------------------------- | -------------------------- | -------------------------- | -------------------------- | -------------------------- | -------------------------- | -------------------------- |
| Trung bình ngày tối đa °C (°F)          | 20.0 (68.0)                | 21.2 (70.2)                | 24.7 (76.5)                | 29.2 (84.6)                | 34.1 (93.4)                | 36.4 (97.5)                | 37.9 (100.2)               | 38.0 (100.4)               | 36.5 (97.7)                | 33.1 (91.6)                | 27.8 (82.0)                | 22.3 (72.1)                | 30.1 (86.2)                |
| Tối thiểu trung bình ngày °C (°F)       | 14.1 (57.4)                | 14.9 (58.8)                | 17.8 (64.0)                | 21.5 (70.7)                | 26.0 (78.8)                | 28.8 (83.8)                | 30.4 (86.7)                | 30.5 (86.9)                | 28.6 (83.5)                | 25.5 (77.9)                | 21.2 (70.2)                | 16.2 (61.2)                | 23.0 (73.4)                |
| Lượng Giáng thủy trung bình mm (inches) | 14.6 (0.57)                | 16.0 (0.63)                | 13.9 (0.55)                | 10.0 (0.39)                | 1.1 (0.04)                 | 0 (0)                      | 0 (0)                      | 0 (0)                      | 0 (0)                      | 0.5 (0.02)                 | 3.8 (0.15)                 | 10.9 (0.43)                | 70.8 (2.79)                |
| Số ngày giáng thủy trung bình           | 2.0                        | 1.9                        | 1.9                        | 1.4                        | 0.2                        | 0                          | 0                          | 0                          | 0                          | 0.1                        | 0.7                        | 1.7                        | 9.9                        |
| Nguồn: Tổ chức Khí tượng Thế giới       |                            |                            |                            |                            |                            |                            |                            |                            |                            |                            |                            |                            |                            |

### Đa dạng sinh học
Ghi nhận được trên 330 loài chim tại quần đảo Bahrain, 26 loài trong đó sinh sản tại Bahrain. Hàng triệu chim di cư bay qua khu vực vịnh Ba Tư trong các tháng mùa đông và mùa thu. Một loài gặp nguy hiểm toàn cầu là Chlamydotis undulata định kỳ di cư trong mùa thu. Nhiều đảo và vùng biển nông của Bahrain có tầm quan trọng toàn cầu đối với việc sinh sản của chim cốc Socotra; có đến 100.000 cặp chim này được ghi nhận tại quần đảo Hawar.
Chỉ có 18 loài thú được tìm thấy tại Bahrain, các loài như linh dương, thỏ sa mạc và nhím gai phổ biến trong hoang dã song linh dương sừng thẳng Ả Rập trên đảo bị săn đến tuyệt chủng. 25 loài lưỡng cư và bò sát, 21 loài bướm và 207 loài thực vật được ghi nhận tại Bahrain. Quần thể sinh cảnh hải dương đa dạng và gồm lớp cỏ biển và bãi bùn rộng, các rạn san hô rải rác cũng như các đảo xa bờ. Lớp cỏ biển là nơi tìm kiếm thức ăn quan trọng đối với một số loài bị đe doạ như cá cúi và đồi mồi dứa. Năm 2003, Bahrain cấm chỉ bắt bò biển, rùa biển và cá heo trong lãnh hải của mình.
Khu Bảo tồn Quần đảo Hawar là nơi kiếm ăn và sinh sản có giá trị đối với nhiều loài chim biển di cư, nó là một địa điểm được công nhận quốc tế đối với chim di cư. Khu sinh sản của loài chim cốc Socotra tại quần đảo Hawar là khu sinh sản chim lớn nhất thế giới, và loài cá cúi kiếm ăn quanh quần đảo tạo thành tập hợp cá cúi lớn thứ nhì thế giới sau Úc. Bahrain có năm khu bảo tồn được quy định, bốn trong số đó là môi trường hải dương. Đó là: Quần đảo Hawar, đảo Mashtan, vịnh Arad, vịnh Tubli và công viên hoang dã Al Areen Wildlife.

## Nhân khẩu

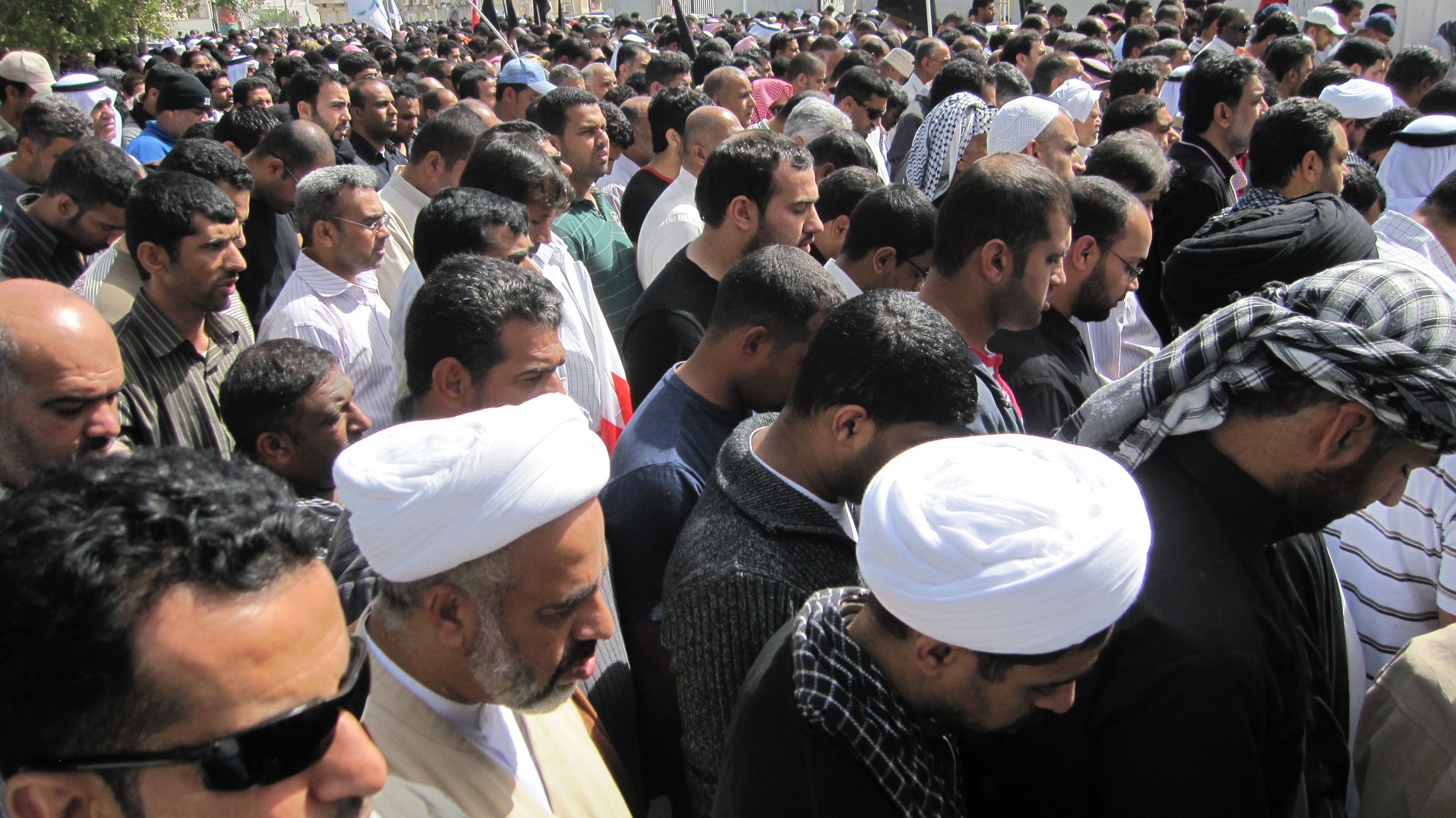
Người Bahrain tiến hành cầu nguyện công cộng tại Manama

Năm 2010, dân số Bahrain tăng lên 1,2 triệu, trong đó 568.399 người là công dân Bahrain và 666.172 người là ngoại kiều. Số liệu này tăng so với 1,05 triệu (517.368 ngoại kiều) vào năm 2007, là năm dân số Bahrain vượt mốc một triệu. Mặc dù đa số cư dân Bahrain là người Trung Đông, song có một lượng đáng kể người đến từ Nam Á sống tại đảo quốc. Năm 2008, có khoảng 290.000 công dân Ấn Độ sống tại Bahrain, là nhóm ngoại kiều lớn nhất tại đây. Bahrain là quốc gia có chủ quyền có mật độ dân số cao thứ tư thế giới với 1.646 người/km² vào năm 2010. Đa số cư dân sống tại miền bắc của đảo quốc, tỉnh Nam là nơi thưa dân nhất. Miền bắc của Bahrain đô thị hoá cao nên được co là một đại đô thị lớn.
Bahrain có thành phần dân tộc đa dạng, người Bahrain theo Hồi giáo Shia được phân thành hai dân tộc chính là Baharna và Ajam. Hầu hết người Bahrain theo Hồi giáo Shia thuộc dân tộc Baharna, người Ajam có nguồn gốc là người Ba Tư. Người Ba Tư theo Hồi giáo Shia tạo thành các cộng đồng lớn tại Manama và Muharraq. Có thiểu số nhỏ người Bahrain Shia thuộc dân tộc Hasawis đến từ Al-Hasa (thuộc Ả Rập Xê Út). Người Bahrain theo Hồi giáo Sunni chủ yếu chia thành hai dân tộc chính: người Ả Rập và người Huwala. Người Ả Rập theo Hồi giáo Sunni là dân tộc có uy thế nhất tại Bahrain, họ nắm giữ hầu hết các chức vụ trong chính phủ và hoàng tộc Bahrain là người Ả Rập Sunni. Người Ả Rập Sunni có truyền thống cư trú tại các khu vực như Zallaq, Muharraq, Riffa và quần đảo Hawar. Người Huwala là hậu duệ của người Iran theo Hồi giáo Sunni, một bộ phận trong đó là hậu duệ của người Ba Tư Sunni, trong khi những người khác là hậu duệ người Ả Rập Sunni. Ngoài ra còn có người theo Hồi giáo Sunni có gốc Baloch. Hầu hết người Bahrain gốc Phi đến từ Đông Phi và có truyền thống cư trú tại đảo Muharraq và Riffa.
| Tôn giáo tại Bahrain, 2010 (Pew Research) | Tôn giáo tại Bahrain, 2010 (Pew Research) | Tôn giáo tại Bahrain, 2010 (Pew Research) | Tôn giáo tại Bahrain, 2010 (Pew Research) | Tôn giáo tại Bahrain, 2010 (Pew Research) |
| ----------------------------------------- | ----------------------------------------- | ----------------------------------------- | ----------------------------------------- | ----------------------------------------- |
|                                           |                                           |                                           | [ 8 ]                                     |                                           |
| Hồi giáo                                  | Hồi giáo                                  |                                           | 70.3%                                     | 70.3%                                     |
| Cơ Đốc giáo                               | Cơ Đốc giáo                               |                                           | 14.5%                                     | 14.5%                                     |
| Ấn Độ giáo                                | Ấn Độ giáo                                |                                           | 9.8%                                      | 9.8%                                      |
| Phật giáo                                 | Phật giáo                                 |                                           | 2.5%                                      | 2.5%                                      |
| Do Thái giáo                              | Do Thái giáo                              |                                           | 0.6%                                      | 0.6%                                      |
| Tôn giáo khác                             | Tôn giáo khác                             |                                           | 0.4%                                      | 0.4%                                      |
| Không liên kết                            | Không liên kết                            |                                           | 1.9%                                      | 1.9%                                      |

Quốc giáo của Bahrain là Hồi giáo và hầu hết công dân Bahrain là người Hồi giáo. Không có số liệu chính thức về tỷ lệ tín đồ phái Shia và Sunni của người Hồi giáo Bahrain, song khoảng 70% người Hồi giáo Bahrain theo phái Shia. Tồn tại một cộng đồng Cơ Đốc giáo bản địa tại Bahrain. Cư dân Bahrain không theo Hồi giáo có số lượng là 367.683 theo điều tra nhân khẩu năm 2010, hầu hết trong số đó là người Cơ Đốc giáo. Ngoại kiều chiếm đa số tín đồ Cơ Đốc giao tại Bahrain. Bahrain còn có một cồng đồng Do Thái giáo bản địa với số lượng là 37 công dân Bahrain (2010). Do dòng di dân và công nhân nhập khẩu từ Ấn Độ, Philippines hay Sri Lanka, tỷ lệ người Hồi giáo tại Bahrain suy giảm trong những năm gần đây. Theo điều tra nhân khẩu năm 2001, 81,2% cư dân Bahrain là người Hồi giáo, 10% là người Cơ Đốc giáo, và 9,8% tin theo Ẩn Độ giáo và các tôn giáo khác. Điều tra nhân khẩu năm 2010 ghi nhận rằng tỷ lệ người Hồi giáo giảm xuống còn 70,2%. Các quan chức chính phủ Bahrain bác bỏ các báo cáo từ phái đối lập cho rằng chính quyền muốn thay đổi tình hình nhân khẩu của quốc gia bằng những người Syria Sunni nhập tịch. Tín đồ Baha'i chiếm khoảng 1% tổng dân số Bahrain.
Tiếng Ả Rập là ngôn ngữ chính thức tại Bahrain, song tiếng Anh được sử dụng phổ biến. Tiếng Ả Rập Bahrain là phương ngôn được nói phổ biến nhất của tiếng Ả Rập tại Bahrain, song nó khác nhiều so với tiếng Ả Rập tiêu chuẩn. Tiếng Ả Rập giữ một vai trò quan trọng trong sinh hoạt chính trị, theo hiến pháp thì nghị sĩ phải thông thạo tiếng Ả Rập. Trong số cư dân Bahrain, có nhiều người nói tiếng Ba Tư hay Urdu,. Tiếng Nepal cũng được nói phổ biến trong cộng đồng công nhân Nepal và binh sĩ Gurkha. Tiếng Malayalam, Tamil và Hindi được nói trong các cộng đồng Ấn Độ. Toàn bộ các thể chế thương mại và bảng hiệu đường phố được ghi song ngữ Ả Rập-Anh.

### Giáo dục

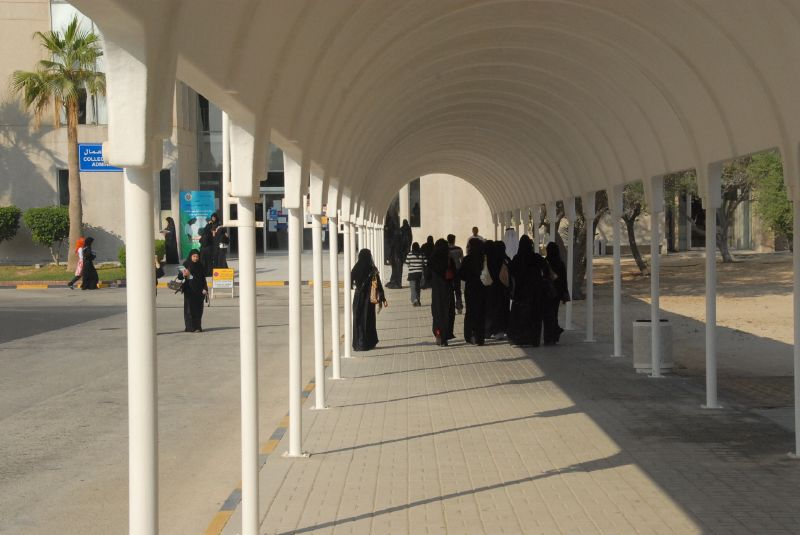
Các nữ sinh tại Đại học Bahrain

Giáo dục là bắt buộc đối với trẻ em từ 6 đến 14 tuổi. Giáo dục miễn phí đối với công dân Bahrain trong các trường công lập, Bộ Giáo dục Bahrain cung cấp sách giáo khoa miễn phí. Nam sinh và nữ sinh được tách biệt trong các trường học riêng.
Vào lúc đầu thế kỷ XX, các trường Qur'an (Kuttab) là hình thức giáo dục duy nhất tại Bahrain. Chúng là các trường học truyền thống có mục tiêu là giảng dạy thanh thiếu niên đọc kinh Qur'an. Sau Chiến tranh thế giới thứ nhất, Bahrain trở nên mở cửa trước ảnh hưởng từ phương Tây, và xuất hiện nhu cầu về các thể chế giáo dục hiện đại. Hệ thống trường học công lập hiện đại tại Bahrain bắt đầu từ năm 1919 khi có một trường học cho nam sinh được khai giảng tại Muharraq. Năm 1926, Ủy ban giáo dục cho mở trường công lập thứ nhì cho nam sinh tại Manama, và đến năm 1928 trường công lập đầu tiên cho nữ sinh được mở tại Muharraq. Tính đến  năm 2011, có 126.981 học sinh trong các trường công lập.
Năm 2004, Quốc vương Hamad ibn Isa Al Khalifa cho thi hành một dự án hỗ trợ giáo dục 12 năm tại Bahrain. Mục tiêu của dự án là liên kết toàn bộ trường học tại vương quốc thông qua internet. Ngoài các trường trung học của Anh, đảo quốc còn có Trường Bahrain (BS) của Bộ Quốc phòng Hoa Kỳ. Ngoài ra còn có các trường tư cung cấp chương trình IB Diploma hoặc A-Levels của Anh.
Bahrain cũng khuyến khích các thể chế học tập bậc cao, thu hút tài năng ngoại kiều và tăng số công dân Bahrain trở về sau khi ra nước ngoài học tập. Đại học Bahrain được thành lập nhằm phục vụ học tập bậc đại học và sau đại học, còn Viện Khoa học Y tế Đại học Quốc vương Abdulaziz do Bộ Y tế trực tiếp điều hành, huấn luyện các bác sĩ, y tá, dược sĩ và nhân viên y tế. Hiến chương Hành động Quốc gia năm 2001 tạo tiền đề hình thành các đại học tư nhân như Đại học Ahlia tại Manama và Viện Đại học Bahrain tại Saar. Đại học Hoàng gia cho Nữ giới (RUW) được thành lập vào năm 2005, là trường đại học quốc tế tư nhân đầu tiên chuyên biệt về giáo dục cho nữ giới.

### Y tế
Bahrain có hệ thống chăm sóc y tế phổ quát tồn tại từ năm 1960. Công dân Bahrain được miễn phí chăm sóc y tế do chính phủ tài trợ còn ngoại kiều được nhiều trợ cấp. Chi tiêu y tế chiếm 4,5% GDP của Bahrain theo số liệu của Tổ chức Y tế Thế giới. Các bác sĩ và y tá bản địa chiếm đa số lực lượng lao động trong linh vực y tế, đây là điều khác biệt với các quốc gia Vùng Vịnh khác. Bệnh viện đầu tiên tại Bahrain là Bệnh viện Truyền giáo Hoa Kỳ, khánh thành vào năm 1893 với tư cách trạm xá. Năm 1957, Tổ hợp Y tế Salmaniya tại Manama là bệnh viện công lập đầu tiên được khánh thành tại Bahrain. Các bệnh viện tư nhân cũng hiện diện trên toàn quốc, như Bệnh viện Quốc tế Bahrain.
Tuổi thọ triển vọng tại Bahrain là 73 đối với nam giới và 76 đối với nữ giới. So với nhiều quốc gia trong khu vực, tỷ lệ mắc AIDS và HIV is tương đối thấp. Sốt rét và lao (TB) không tạo ra vấn đề lớn tại Bahrain do không phải là dịch bản địa. Do đó, số ca mắc sốt rét và lao giảm trong các thập niên gần đây, số ca công dân Bahrain mắc các bệnh này trở nên hiếm hoi. Bộ Y tế bảo trợ chiến dịch vắc xin định kỳ chống lao và các dịch bệnh khác như viêm gan B.
Bahrain đang phải chịu nạn béo phì khi có đến 28,9% nam giới và 38,2% nữ giới được phân loại là béo phì (2012). Bahrain cũng là một trong các quốc gia có tỷ lệ mắc tiểu đường cao nhất thế giới, với trên 15% cư dân bị bệnh, và chiếm 5% số ca tử vong. Các bệnh tim mạch gây ra 32% số ca tử vong tại Bahrain, đứng số một về nguyên nhân từ vong tại đây (thứ nhì là ung thư). Bệnh hồng cầu hình liềm và bệnh tan máu bẩm sinh phổ biến tại đảo quốc, một nghiên cứu kết luận rằng lần lượt 18% và 24% người Bahrain mắc hai bệnh này.

## Văn hoá

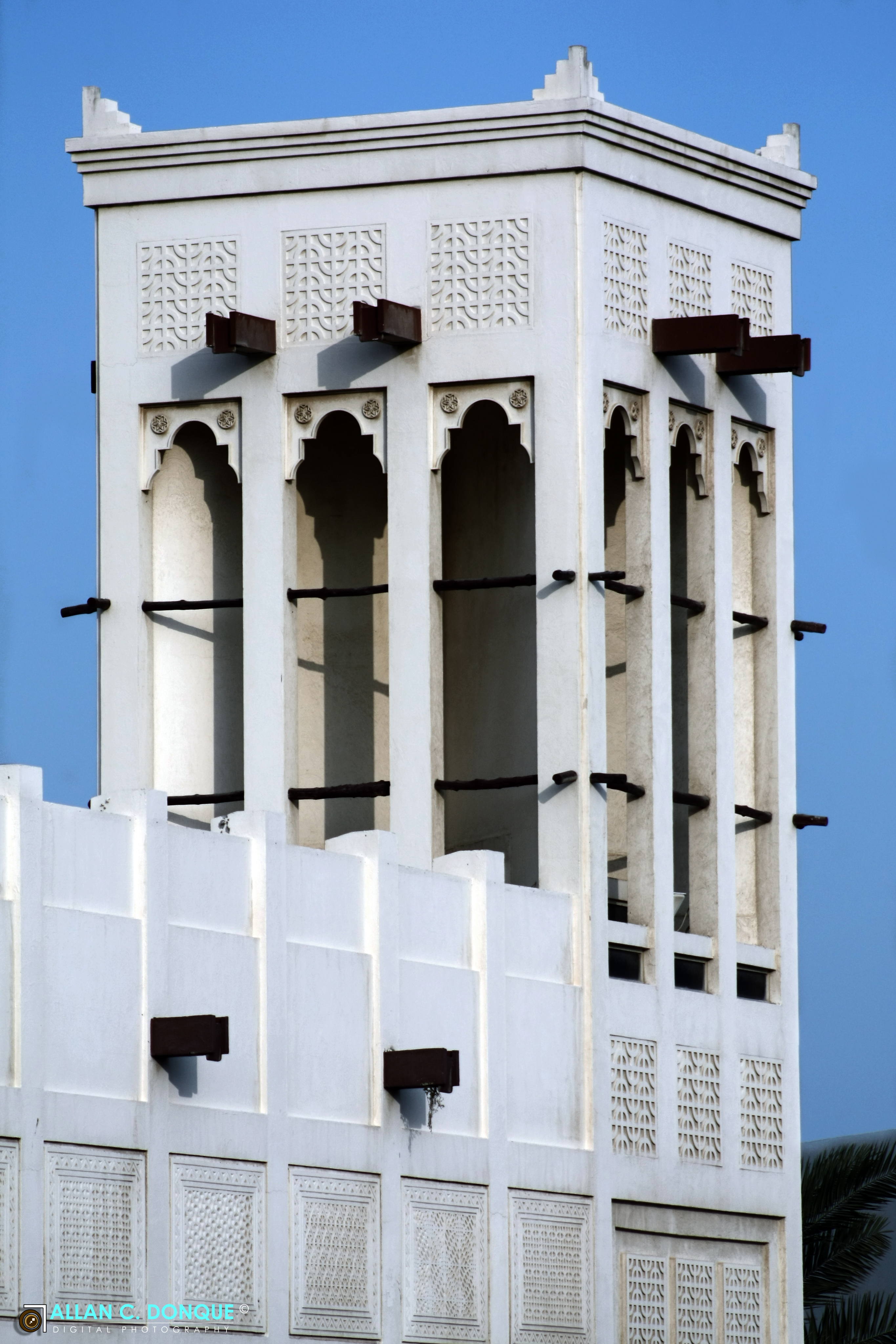
Một tháp gió tại Bahrain.

Hồi giáo là tôn giáo chủ yếu, và người Bahrain khoan dung trước việc hành lễ của các tín ngưỡng khác. Các quy tắc liên quan đến trang phục nữ giới thường thoải mái hơn so với các quốc gia lân cận; trang phục truyền thống của nữ giới thường bao gồm hijab hoặc abaya. Trang phục truyền thống của nam giới là thobe kèm với khăn trùm đầu truyền thống như keffiyeh, ghutra và agal, song trang phục phương Tây được phổ biến.
Phong trào nghệ thuật hiện đại tại Bahrain chính thức xuất hiện trong thập niên 1950, đạt đỉnh cao khi thành lập một hội nghệ thuật. Chủ nghĩa biểu hiện, chủ nghĩa siêu thực, và ngệ thuật thư pháp là các hình thức nghệ thuật phổ biến tại đảo quốc. Chủ nghĩa biểu hiện trừu tượng được phổ biến trong các thập niên gần đây. Gốm và dệt cũng là các sản phẩm nổi tiếng, chúng được sản xuất nhiều trong các làng tại Bahrain. Thư pháp Ả Rập phát triển có tính đại chúng do chính phủ bảo trợ nghệ thuật Hồi giáo, đỉnh cao là lập một bảo tàng Hồi giáo mang tên Beit Al Quran. Bảo tàng Quốc gia Bahrain có trưng bày thường trực nghệ thuật đương đại. Kiến trúc Bahrain tương tự như các quốc gia lân cận trong vịnh Ba Tư. Các tháp gió giúp thông gió tự nhiên trong nhà, và là một dấu hiệu phổ biến tại các toà nhà cổ, đặc biệt là khu phố cổ của Manama và Muharraq.
Văn học Bahrain vẫn nặng tính truyền thống, hầu hết nhà văn và nhà thơ truyền thống viết theo phong cách Ả Rập cổ điển. Trong những năm gần đây, ngày càng nhiều nhà thơ trẻ tuổi chịu ảnh hưởng từ văn học phương Tây, hầu hết viết thơ tự do và thường chứa nội dung chính trị và cá nhân. Trong văn học, Bahrain là địa điểm vùng đất cổ đại Dilmun được nói đến trong Sử thi Gilgamesh. Truyền thuyết cũng kể rằng đây là địa điểm Vườn Eden.
Phong cách âm nhạc tại Bahrain tương tự các quốc gia lân cận. Phong cách âm nhạc dân gian Khaliji được phổ biến tại đảo quốc. Phong cách âm nhạc sawt là một dạng phức hợp âm nhạc đô thị, được trình diễn bằng đàn Oud, vĩ cầm và trống mirwas.
Bóng đá là môn thể thao phổ biến nhất tại Bahrain. Đội tuyển bóng đá quốc gia Bahrain thi đầu nhiều lần tại Cúp châu Á, Cúp các quốc gia Ả Rập, song chưa từng vượt qua vòng loại Giải vô địch thế giới. Bahrain có giải bóng đá chuyên nghiệp nội địa hạng cao nhất là Ngoại hạng Bahraini. Bóng rổ, Rugby và cưỡi ngựa cũng phổ biến tại đảo quốc. Bahrain có một đường đua công thức một, tại đó bắt đầu tổ chức Giải đua ô tô Công thức 1 Bahrain Gulf Air từ 2004. Cuộc đua từ đó được tổ chức thường niên, ngoại trừ năm 2011 do có biểu tình chống chính phủ.